# 台灣捕鯨史

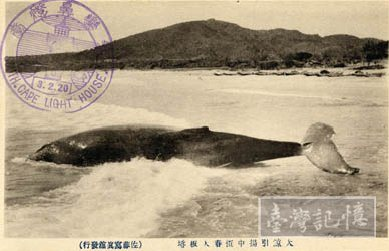
日治時期1920年代大板埒捕撈鯨魚

台灣捕鯨業始於台灣日治時期，1913年（大正2年）台灣海陸產業株式會社在墾丁南灣實驗捕鯨，1920年（大正9年）在大板埒正式設置捕鯨基地。1945年台灣政權更迭，約於1950年代中期重新投入捕鯨業，捕鯨基地改在香蕉灣海域。1981年（民國70年），因為環保意識與國際關注的壓力，立法禁止捕鯨行業。
2018年，台灣最後一位捕鯨手張玉振辭世。 2020年，國立臺灣博物館舉辦「鯨驗值」鯨骨解密特展，展覽台灣捕鯨的歷史，以及轉向鯨豚保育的歷程。

## 另見
- 日本捕鯨
- 台灣賞鯨
- 鵝鑾鼻神社

## 外部連結
- 鯨生鯨逝：台灣的捕鯨歷史 （页面存档备份，存于）
- 鯨骨鳥居 - 走過鵝鑾鼻神社見證的海洋歲月 （页面存档备份，存于）